# 小オクタウィア

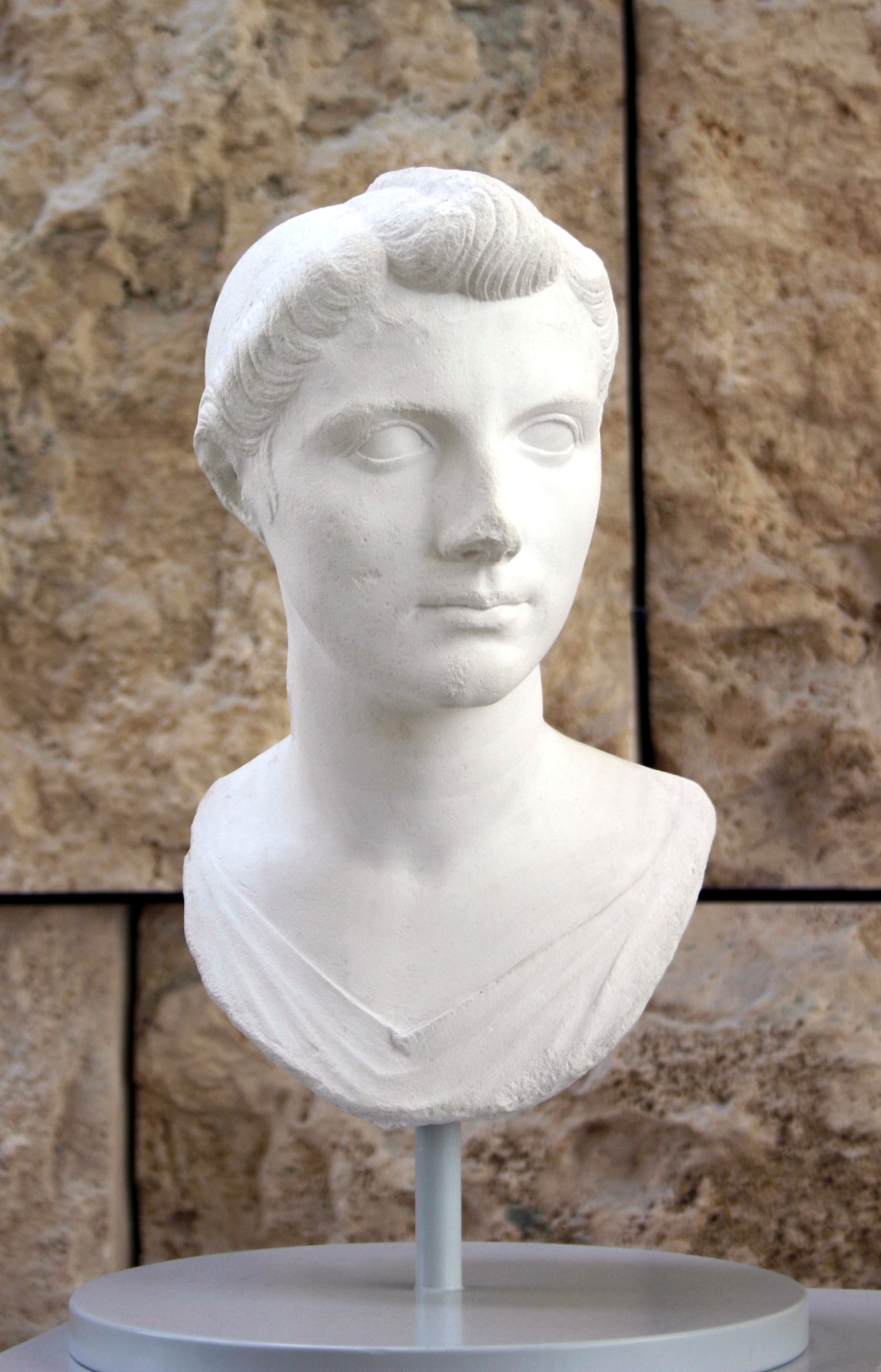
小オクタウィア

オクタウィア（ラテン語: Octavia, 紀元前69年 – 紀元前11年）は、初代ローマ皇帝アウグストゥス（オクタウィアヌス）の同母姉。同名の異母姉（大オクタウィア）と区別して小オクタウィア (Octavia Minor) とも呼ばれる。同時代の人々からも後世の人々からも、ローマ女性の美徳を表す女性として尊敬された。

## 生涯
父はガイウス・オクタウィウス、母はガイウス・ユリウス・カエサルの姪アティア・バルバ・カエソニア。現在のイタリアのノーラにて生まれる。父は紀元前59年に死去、母はルキウス・マルキウス・フィリップスと再婚する。この時期は両親とともに、任地の移動に次ぐ移動の生活を送る事が多かった。

### 最初の結婚
紀元前54年にガイウス・クラウディウス・マルケッルス・ミノル（小マルケッルス）と結婚、夫は大叔父であるカエサルとは敵対関係にあった。そのためか、グナエウス・ポンペイウスと結婚していた娘ユリアが死去し、代わりにポンペイウスと血縁関係を結べる人物を探していた大叔父カエサルより、マルケッルスと離婚してポンペイウスと結婚するよう懇願される。しかしポンペイウスがこの申し出を断わったために、この婚姻は成立しなかった。その後も夫マルケッルスはカエサルと対立的な態度を取り続けていたが、ファルサルスの戦いの後、恭順した。恐らくこの頃にもオクタウィアはマルケッルスの妻であったものと思われる。この結婚でマルケッルス、大マルケッラ、小マルケッラの1男2女が生まれた。
夫マルケッルスは紀元前40年に没した。父親がカエサルの政敵であったにもかかわらず、彼女の子供は後にユリウス＝クラウディウス朝の皇族の一員となる。

### 2度目の結婚
夫に先立たれて数ヶ月後に、オクタウィアはマルクス・アントニウスと結婚する。アントニウスにとっては4度目の結婚、オクタウィアにとっては2度目の結婚となった。また、この結婚はオクタウィアヌスとアントニウスの緊張関係を緩和する政略結婚であった。このような結婚にもかかわらず、オクタウィアはアントニウスに忠実な妻であり続けた。紀元前40年から紀元前36年まで彼女は夫とアテナイに住む。そして前夫の子供達を育てつつ、大アントニアと小アントニアの2女を生んだ。

### その後
その後、夫アントニウスはオクタウィアヌスとの協定の結果、ローマ世界の東側を支配領域としてエジプトに赴くが、ここでクレオパトラ7世に出会うと愛人関係になり、ローマにあって子供たちと夫の留守を守るオクタウィアとの関係は急速に疎遠となっていった。そして紀元前35年、オクタウィアがパルティア遠征に失敗した夫アントニウスの要請で軍団を編成し派遣した後に、夫に一方的に離縁された。この事はオクタウィアヌスや当時のローマ市民を激怒させ、確執の多かった弟と夫の決定的な決裂となった。そしてアントニウスはアクティウムの海戦の後に自殺する。
アントニウスの死後、オクタウィアは子供たちを育てつつ、静かな生活を送った。すなわちマルケッルス、大マルケッラ、小マルケッラ、大アントニア、小アントニアの自身の子供に加えて、ユッルス・アントニウス、アレクサンドロス・ヘリオス、クレオパトラ・セレネ、プトレマイオス・フィラデルフォスといったアントニウスが残した孤児たちも引き取って面倒を見た。その中でアウグストゥスはマルケッルスを帝位継承者とするが、マルケッルスは紀元前23年に死去、息子を失った彼女の悲しみは計り知れなかったと言う。
紀元前11年、オクタウィアは姪のユリアがティベリウスと結婚するのを見届けて没した。彼女の葬儀は国葬をもってなされた。また彼女は古代ローマでは横顔をコインとして発行された最初の女性となった。